# Can Comalada Nou
Can Comalada Nou és una masia d'Argentona a la comarca del Maresme, protegida com a Bé Cultural d'Interès Local.

## Descripció
Xalet de planta rectangular, de planta baixa i dos pisos, amb teulada a dues aigües amb frontó a la façana, i amb una torre mirador adossat a tramuntana, de tres pisos i coberta a quatre aigües amb teules vidriades.
La façana té les obertures simètriques, molt proporcionades, i les finestres del darrer pis de la torre simula finestres gòtiques.
Com a casa de pagès destaca molt per la singularitat de l'estil de construcció, única a la vila.